# Plagiosiphon gabonensis
Plagiosiphon gabonensis är en ärtväxtart som först beskrevs av Auguste Jean Baptiste Chevalier, och fick sitt nu gällande namn av J.Leonard. Plagiosiphon gabonensis ingår i släktet Plagiosiphon och familjen ärtväxter. IUCN kategoriserar arten globalt som nära hotad. Inga underarter finns listade i Catalogue of Life.